# Trứng cá (thực phẩm)

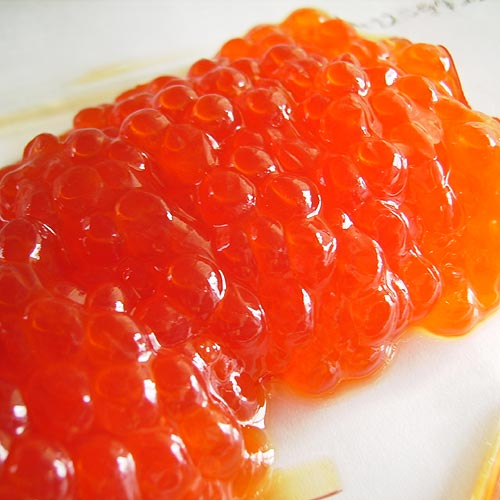
Trứng cá hồi (màu vàng)

Trứng cá là trứng của các loài cá, thông thường nó là tập hợp một buồng trứng gồm rất nhiều trứng, trứng cá có thể được sinh sản và phát triển trong cơ thể cá hoặc có thể phát triển ở môi trường bên ngoài của các loài cá và động vật biển nhất định, chẳng hạn như tôm, sò điệp và nhím biển.

## Tổng quan

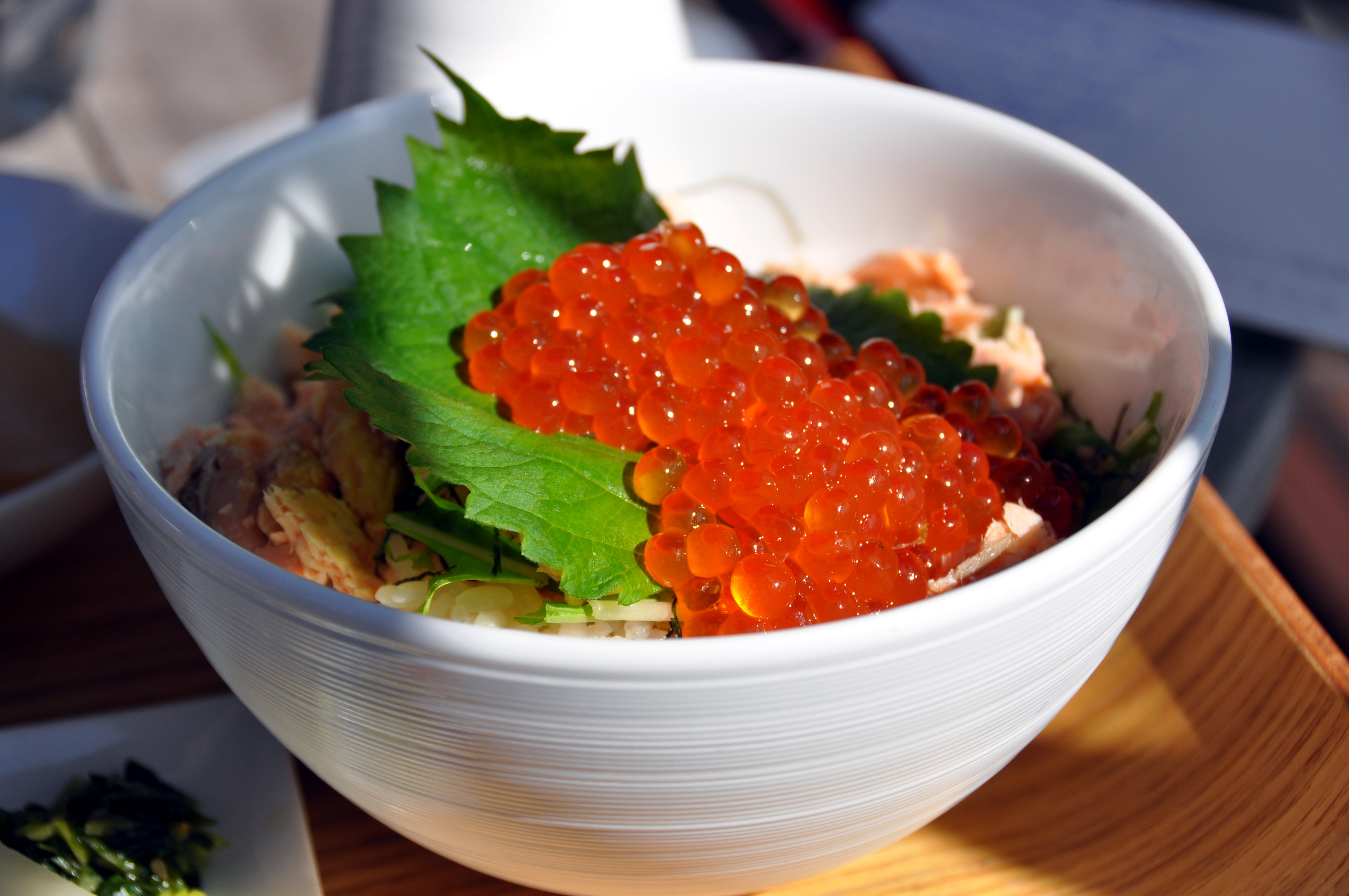
Trứng cá hồi

Như là một kiểu hải sản, hầu hết các loại cá ăn được có trứng, trứng của chúng đều có thể ăn được. Vị của chúng có thể từ béo bùi đến hơi đắng nhưng đa phần, để ăn được cần chế biến chín. Các loại trứng này thường được bọc trong phần bao dai, hình bầu dục, có tác dụng bảo vệ. Trứng cá được sử dụng như một thành phần trong nhiều món ăn nấu chín, nhiều loại trứng cá được dùng ăn sống, nhiều nhất là trong các món sushi.
Không phải trứng của bất cứ loài cá nào cũng ngon và ăn được. Nhiều người thích trứng cá thích vì thành phần chất dinh dưỡng của loại thực phẩm này. Trứng của các động vật biển, chẳng hạn như trứng của cá tuyết, cá tầm và cá hồi là một nguồn tuyệt vời chứa nhiều axit béo omega-3. Trứng cá tầm là nguyên liệu cho món trứng cá muối thượng hạng.

## Một số loại
Trong đó, đắt đỏ và hiếm hoi nhất phải kể đến trứng cá hồi và trứng cá tầm. Trứng cá hồi có màu đỏ trong, bóng bẩy, ăn giòn sựt, nếu trứng tươi sẽ không có vị tanh. Người ta sẽ dùng kèm trứng với salad, ăn cùng bánh mì hoặc có thể được dùng kèm với trà hay cà phê cho một buổi điểm tâm. Trứng cá tầm đặc biệt là cá tầm Nga gồm cá tầm trắng (beluga), cá tầm đen (osetra) và cá tầm sevruga. Trứng của cá tầm trắng là có giá trị nhất vì nó to hơn trứng của các loại cá tầm còn lại và có màu từ xám đen tới xám nhạt.
Trung bình một con cá tầm trắng phải có trên 20 năm tuổi mới bắt đầu có trứng, rất hiếm để thưởng thức được trứng cá tầm tươi. Trứng cá tầm đã nằm trong top 10 món ăn xa xỉ nhất hành tinh. Trước đây số lượng cá tầm tự nhiên khá lớn nên việc khai thác còn dễ dàng và sản lượng trứng hàng năm có thể đạt tới 3.000 tấn, nhưng cá tầm tự nhiên ngày càng khan hiếm, có nguy cơ tuyệt chủng nên việc khác thác ngày càng giảm, chỉ dựa chủ yếu vào sản lượng nuôi. Sản lượng trứng cá tầm trên thế giới giảm mạnh, chỉ đạt 100 tấn/năm, trong khi nhu cầu lên tới khoảng 3.000 tấn/năm.

## Chế biến

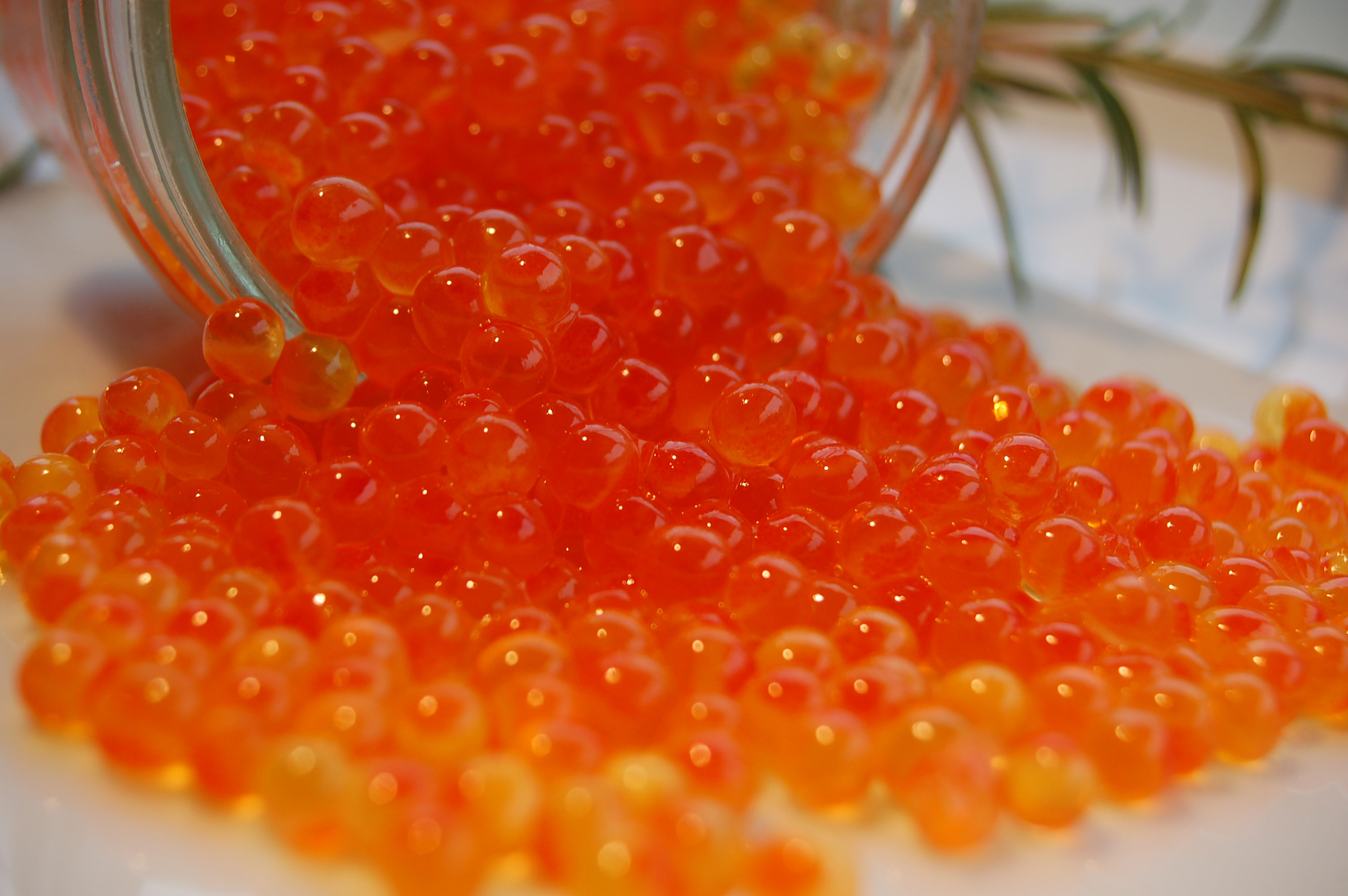
Trứng Ikura

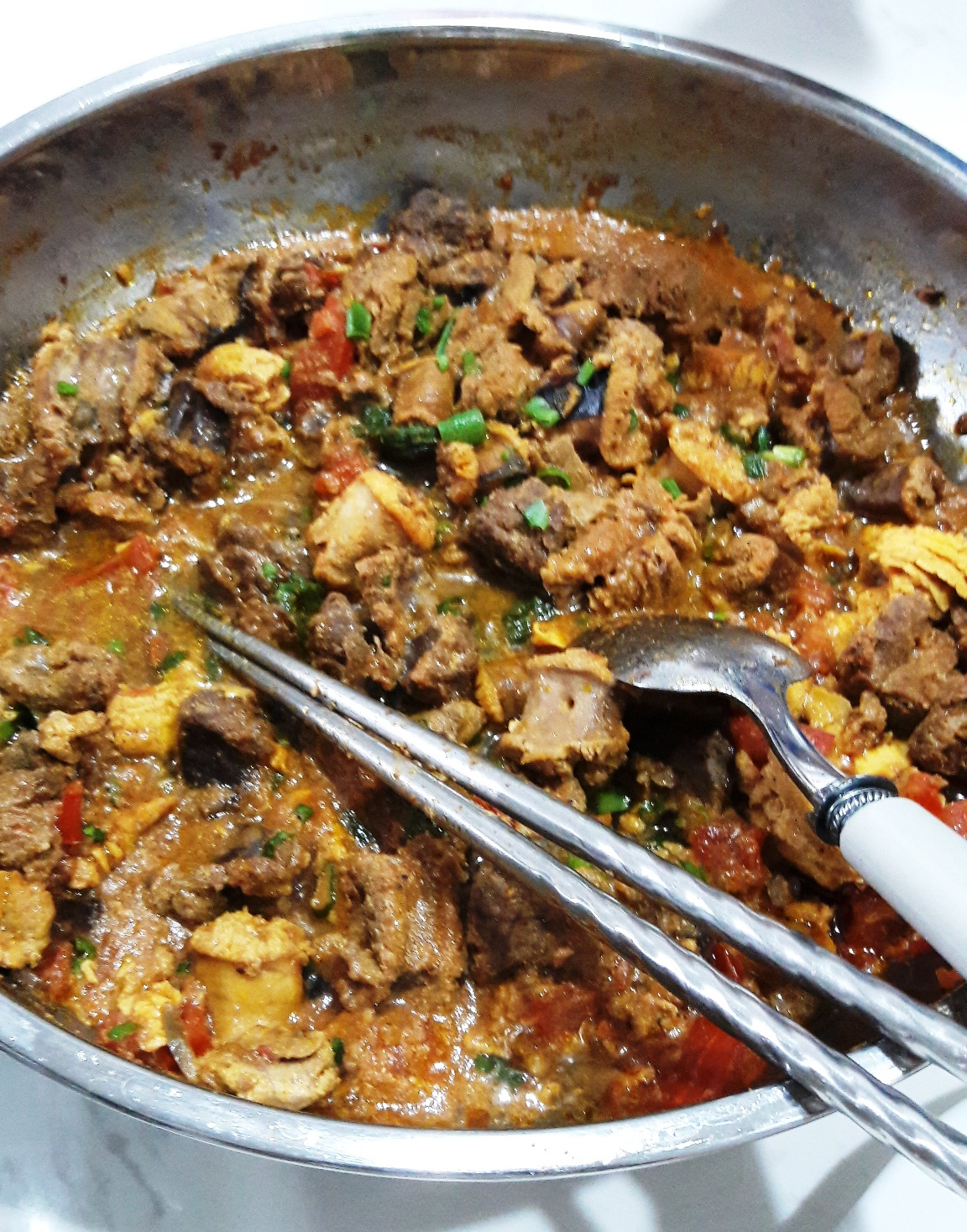
Trứng cá xào với gan và hành tây ở Việt Nam

Có rất nhiều loại trứng cá khác nhau được sử dụng trong các kiểu nấu ăn tùy theo những món này được nấu theo kiểu châu Âu như Bottarga Ý hay Hy Lạp hoặc theo kiểu Nhật Bản như Tarako Spaghetti. Một số loại trứng cá được dùng trong món sushi và các món ăn Nhật Bản. Đa số chúng được dùng tươi nhưng cũng có một số được nấu.
- Ikura (イクラ) là những chùm trứng lớn màu da cam hay hơi đỏ, chúng là trứng cá hồi và chúng được dùng để ăn cũng như được dùng để làm mồi câu cá. Iruka được sử dụng và được phục vụ bên ngoài của túi chứa trứng (buồng trứng)
- Sujiko (すじこ/筋子) là trứng cá hồi nằm trong túi chứa trứng khi nó được chế biến và phục vụ cho người ăn. Chúng có màu đỏ tới đỏ đậm và có vị ngọt hơn.
- Kazunoko (数の子/鯑) là trứng của cá trích, có màu vàng hay hồng và cơ cấu của nó dai. Loại trứng này được ướp muối hoặc là phơi khô, chúng sẽ dính lại với nhau và tạo thành một khối cứng.
- Masago (真砂子) là loại trứng của cá ốt vảy nhỏ (Capelin) chúng nhỏ và có màu vàng cam, loại trứng cá đặc biệt này thường bị lẫn lộn với một loại trứng cá khác gọi là Tobiko (飛び子) loại này chính là trứng cá chuồn, Tobiko có màu trong hơn và lớn hơn.
- Mentaiko (明太子) là trứng của cá minh thái (Pollock) và thường được ướp với bột ớt đỏ. Nó có màu đỏ đậm hay hồng. Sử dụng Mentaiko thông thường nhất là trong món Onigiri sushi. Mentaiko đa dạng về mùi vị và màu sắc.
- Uni (うに/雲丹) là trứng cầu gai, thật sự Uni là bộ phận sinh sản của cầu gai. Uni không giòn như những loại trứng khác vì nó không phải là trứng. Nó mềm như kem, nó kích thích tình dục [cần dẫn nguồn]. Uni ở chợ được phân loại tùy theo màu sắc, độ tươi và cơ cấu. Loại A có màu vàng. Loại B có màu vàng kém hơn. Loại C bị vỡ ra do thu hoạch và được gọi là "vana". Cơ quan sinh sản cầu gai có sẵn ở dạng tươi hay đông lạnh. Nó cũng có thể được nướng trước khi đông lạnh, hấp và đông lạnh, và cũng có sẵn ở các dạng bột nhão để sử dụng trong các món ăn khác nhau.
- Karasumi (カラスミ/鱲子) cũng được gọi là Bottarga là trứng cá đối ướp muối rất mặn và là một khối trứng cá lớn nếu mua nguyên trong túi trứng. Karasumi được cắt mỏng và ăn cùng củ cải, và ở các nơi khác như Ý hay Hy Lạp, Karasumi được xay để làm mì (mì Bottarga).